# Gang de la Brise de mer
 (juin 2021).
La mise en forme du texte ne suit pas les recommandations de Wikipédia : il faut le « wikifier ».
Les points d'amélioration suivants sont les cas les plus fréquents. Le détail des points à revoir est peut-être précisé sur la page de discussion.
- Les titres sont pré-formatés par le logiciel. Ils ne sont ni en capitales, ni en gras.
- Le texte ne doit pas être écrit en capitales (les noms de famille non plus), ni en gras, ni en italique, ni en « petit »…
- Le gras n'est utilisé que pour surligner le titre de l'article dans l'introduction, une seule fois.
- L'italique est rarement utilisé : mots en langue étrangère, titres d'œuvres, noms de bateaux, etc.
- Les citations ne sont pas en italique mais en corps de texte normal. Elles sont entourées par des guillemets français : « et ».
- Les listes à puces sont à éviter, des paragraphes rédigés étant largement préférés. Les tableaux sont à réserver à la présentation de données structurées (résultats, etc.).
- Les appels de note de bas de page (petits chiffres en exposant, introduits par l'outil «  Source ») sont à placer entre la fin de phrase et le point final[comme ça].
- Les liens internes (vers d'autres articles de Wikipédia) sont à choisir avec parcimonie. Créez des liens vers des articles approfondissant le sujet. Les termes génériques sans rapport avec le sujet sont à éviter, ainsi que les répétitions de liens vers un même terme.
- Les liens externes sont à placer uniquement dans une section « Liens externes », à la fin de l'article. Ces liens sont à choisir avec parcimonie suivant les règles définies. Si un lien sert de source à l'article, son insertion dans le texte est à faire par les notes de bas de page.
- La présentation des références doit suivre les conventions bibliographiques. Il est recommandé d'utiliser les modèles {{Ouvrage}}, {{Chapitre}}, {{Article}}, {{Lien web}} et/ou {{Bibliographie}}. Le mode d'édition visuel peut mettre en forme automatiquement les références.
- Insérer une infobox (cadre d'informations à droite) n'est pas obligatoire pour parachever la mise en page.

Pour une aide détaillée, merci de consulter Aide:Wikification.
Si vous pensez que ces points ont été résolus, vous pouvez retirer ce bandeau et améliorer la mise en forme d'un autre article.
Pour les articles homonymes, voir Brise de mer.
Le Gang de la Brise de mer est un groupement criminel corse actif depuis la fin des années 1970 qui doit son nom à celui d'un bar du vieux port de Bastia, en Haute-Corse, lieu de réunion pour certains de ses membres.
Ce gang assoit sa réputation sur des actions militarisées et violentes. Il opère jusque dans les années 2000 essentiellement en France continentale, en Corse, ainsi qu'en Suisse et en Russie. La bande est responsable d'une centaine d'attaques à main armée ; parmi elles, un « Casse du Siècle », le braquage de l’Union de banques suisses à Genève (Suisse) le dimanche 25 mars 1990, l'attaque d'un fourgon de Securipost en 1992 et la prise de contrôle d'un avion Mercure d'Air France en 1992. Le gang est impliqué également dans le blanchiment d'argent sale, notamment dans le milieu du football avec des liens supposés avec le club de Bastia[réf. à confirmer].

## Les débuts du gang
À la fin des années 1970, plusieurs délinquants âgés de vingt à quarante ans, prennent l'habitude de se réunir dans un bar sur le vieux-port de Bastia, nommé à l'époque « Brise de Mer », et dirigé par un certain Antoine Castelli. Ils se livrent d'abord à de la petite délinquance, pas toujours avec succès du reste - par exemple, à l'occasion d'un braquage, ils se seraient aperçus, une fois arrivés sur place, qu’ils avaient oublié leurs armes. Ils développent d'autant plus leurs activités que la situation politique en Corse se dégrade. Au début de leurs activités, ils ne sont pas pris aux sérieux. Jusqu'aux jours du 10 septembre 1981, où il assassinent le parrain du milieu local, Louis Memmi, officiellement restaurateur à Corte en Haute-Corse, pour prendre sa place. Cet acte constituerait le début de leur règne sur l'île.
Les membres principaux ou piliers de la Brise de Mer sont :
- Francis Mariani (qu'on peut comparer de manière approximative au « capo » bien que la hiérarchie ne soit pas formelle au sein de cette association de malfaiteurs mais basée sur des rapports de force), le personnage le plus charismatique, brutal et intrépide de l'organisation, celui qui en impose le plus, suivi par les autres piliers.
- Richard Casanova (qui serait donc le « consigliere » de Francis Mariani, pendant 20 ans son meilleur ami), un homme de l'ombre, mystérieux autant que séducteur, cultivant les appuis politiques et les liens à l'international (Afrique, Italie, Amérique latine..), c'est le pendant nécessaire de Francis Mariani avant de se détacher de lui au tournant des années 2000 et de monter son organisation dissidente avec ses lieutenants Jean-Luc Germani et Jean-Luc Codaccioni, en s'appuyant sur ses alliés : la famille Mattéi-Rogliano (dissidente également de la Brise de Mer depuis 2000 et les coups portés par Alexandre Rogliano sur Pierre-Marie Santucci dans la cour de la prison de Borgo) Michel Tomi, le clan d'Ange-Toussaint Federici aussi appelé Gang des Bergers Braqueurs de Venzolasca et le clan d'Alain Orsoni en Corse du Sud.
Cette alliance entre en opposition violente avec celle formée au nord par les piliers de la Brise de Mer et leurs fils ou proches : Francis et Jacques Mariani, Francis Guazzelli et ses fils Christophe et Richard, le clan autour de Pierre-Marie Santucci, le clan autour de Maurice Costa, le clan autour de Robert Moracchini, notamment, et au sud par les héritiers du clan de Jean-Jérôme Colonna, mort en 2006, à savoir Ange-Marie Michelosi puis son fils Ange-Marie Michelosi Junior et le gang du Petit Bar dirigé par Jacques Santoni, en position dominante dans la région ajaccienne dans les années 2020. Les premiers affrontements entre les hommes d'Alain Orsoni et le Petit Bar remontent au milieu des années 2000 avec l'éclatement de la Société Méditerannéenne de Sécurité, fondée par deux anciens nationalistes alliés militairement dans les années 1990 contre le FLNC Canal Historique, Antoine Nivaggioni (ex-MPA) et Yves Manunta (ex-ANC), et reconvertis dans les affaires. Manunta accuse Nivaggioni de piquer dans les caisses de la société. Ce dernier décide de se venger, alors Manunta se rapproche du Petit Bar. Les deux hommes finiront assassinés quelques années plus tard,,. Jean-Jé Colonna était proche du corso-africain Robert Féliciaggi, assassiné en 2006, associé puis rival de Michel Tomi. On assiste donc à une Grande Guerre du milieu corse au XIXe siècle qui concerne par alliances croisées des structures criminelles du nord et du sud de l'île, ayant de nombreuses possessions sur le continent (Aix-en-Provence, Etang de Berre, Marseille, région parisienne..), des connexions internationales et des appuis dans la Françafrique et qui débute en 2000 avec la bagarre entre Rogliano et Santucci, prend une autre dimension avec la tentative d'assassinat sur Francis Mariani en 2005 qui entrainera en représailles une avalanche d'assassinats à partir de 2006 touchant des membres de la Brise de Mer (Richard Casanova en tête, vengé ensuite par Germani qui assassine Mariani, Guazelli, Santucci, Costa..) et puis des représailles provenant des fils de ces derniers comme Christophe Guazelli qui assassine en 2017 les deux hommes de main de Germani,Tony Quilichini dit Tony le Boucher et Jean-Luc Codaccioni. Cette guerre touche aussi Féliciaggi, Ange-Marie Michelosi Senior, Antoine Nivaggioni, Yves Manunta et de nombreux autres. Ces représailles sont toujours en cours dans les années 2020.
- Les autres piliers de la Brise de Mer sont Pierre-Marie Santucci, Maurice Costa, Robert Moracchini, Francis Guazelli, les frères Benedetti, les frères Patacchini, les frères Voillemier entre autres.
Des associés à l'origine d'importance mineure comme Alexandre Chevrière ou Jean-Luc Germani vont ensuite prendre une importance bien plus grande avec les années.

## Activités du gang
Ces personnes sont soupçonnées de commettre tant en Corse que sur le continent des vols à mains armées en série avec effraction des coffres/clients dans des établissements bancaires en plein jour. À ce moment, on parle de « gang des postiches ». Au total, on dénombre une centaine d'attaques.

### Vols à main armée
- Le premier grand coup répertorié, est un vol à main armée, le 12 avril 1982, à Bastia, au préjudice d’une agence du Crédit lyonnais au 22 rue César-Campinchi[9]. Profitant du long week-end de Pâques, ils neutralisent le système d'alarme de la banque, mais sont dérangés par la concierge et fuient avec un butin estimé à 30 millions de francs, en ayant forcé 159 coffres[3].
- Le 16 août 1983, quatre ou cinq individus cagoulés et armés attaquent un fourgon de la société de Transport de fonds "STF", sur la route impériale à proximité de Bastia. Ils dérobent les armes des convoyeurs et une somme de 170 000 francs[réf. à confirmer][10].
- En mai 1984, à Toulouse, une fusillade oppose la police à sept individus, qui viennent de fracturer 90 coffres dans une Caisse d'épargne. Un auteur de l'attaque, François G. est interpellé sur place et l'enquête permet d'établir que ses complices appartiennent à la "Brise de Mer". Le 3 octobre 1984, à Neuilly-sur-Seine, une affaire similaire conduit à l'arrestation de trois individus dont deux membres de la même bande.
- Le 22 juin 1984, à Nice, Philippe Tortosa[11] alors considéré comme le chef du gang, est arrêté avec cinq de ses complices alors qu'il s’apprêtait à attaquer la salle des coffres de la Société Générale. Les enquêteurs avaient en effet remarqué que la technique employée était toujours la même : un premier hold-up permettait aux bandits masqués de reconnaître les lieux et un deuxième suivait alors un mois plus tard[12].
- Le 22 octobre 1992, plusieurs malfaiteurs armés notamment d'un bazooka attaquent, rue Capanelles à Bastia, un fourgon de la société SECURIPOST et s'emparent de la somme de 6 650 000 francs[10].
- Le 4 novembre 1988 à Pietralba, cinq individus lourdement armés (lance-roquettes, fusils-mitrailleurs…) et cagoulés attaquent un fourgon blindé de la société SECSO qui revient d'une collecte de fonds en Balagne. Ils dérobent plus d'un million de francs[10]. Dans le cadre de cette attaque, les trois convoyeurs avouent rapidement qu'il s'agit d'un simulacre d'agression et ils dénoncent les organisateurs et acteurs de l'opération : Guy et Gilbert Voillemier, François Santucci, Francis Guazzelli, Christian Leoni et Joël Pattachini. Les frères Voillemier et Guazzelli peuvent être arrêtés. Ils nient les faits. Dès le 22 novembre 1988, le juge d'instruction met en liberté Gilbert Voillemier et Francis Guazzelli qui prouvent par des témoignages qu'ils n'ont pas pu participer à l'agression. Leoni est interpellé le 19 mars 1989 et incarcéré. Les convoyeurs se rétractent. Le juge d'instruction ordonne la remise en liberté de Leoni et Guy Voillemier dès le 16 mai 1989. Le 19 juillet 1989, la chambre d'accusation de Bastia ordonne le maintien de la détention provisoire du second mais confirme la mise en liberté du premier. Le 23 octobre 1989, le juge d'instruction ordonne la mise en liberté des trois convoyeurs. Ses décisions sont confirmées par la chambre d'accusation le 22 novembre 1989[10]. Finalement, après correctionnalisation, le TGI de Bastia condamne Guy Voillemier et Pastini à 3 ans d'emprisonnement, les trois convoyeurs à deux ans d'emprisonnement ferme, et ce, par jugement en date du 1er juillet 1997. Les médias insulaires n'ont accordé aucune attention à cette condamnation.
- Le 10 septembre 1992, deux individus cagoulés et armés interceptent près de Cardo (Haute-Corse) le véhicule à bord duquel ont pris place M. Giordani, convoyeur de fonds au service de la société Transbank, et son épouse. Les malfaiteurs prennent Mme Giordani en otage et ordonnent à son mari de procéder normalement à sa tournée de collecte de fonds et de leur livrer le fourgon à la fin des opérations après avoir éloigné ses collègues. Le convoyeur s'exécute. Les auteurs des faits emportent un butin de trois millions de francs. Un gendarme en permission, témoin de la fin des faits, identifie formellement l'un des auteurs comme Michel Chiappalone. Dès le 1er décembre 1992, estimant que « le témoignage ayant mis en cause Chiappalone n'avait pas montré au cours de la reconstitution toute la force probante souhaitée », le juge d'instruction ordonne la mise en liberté de l'intéressé. Après différents épisodes procéduraux, qu'il serait trop long d'évoquer, l'affaire est correctionnalisée. Michel Chiappalone est condamné par jugement en date de 8 juillet 1997 à 5 ans d'emprisonnement. Mais le tribunal ne décerne pas de mandat à l'encontre du condamné. Le 10 mars 1999, la cour d'appel de Bastia confirme la condamnation. Michel Chiappalone, directeur salarié et en réalité gérant de fait du café "Palais des Glaces" à Bastia prend la fuite. Il n'a pas été retrouvé à ce jour[10].

#### «Casse du Siècle» en mars 1990
Le groupe continue ses larcins après celui-ci et réalise le « Casse du Siècle » le dimanche 25 mars 1990 : un braquage dans une agence de l'Union de banques suisses (UBS) de Genève. 31,4 millions de francs suisses, soit 220 kg de billets, sont dérobés (125 millions de francs français),. Le butin ne sera jamais retrouvé, et sur les neuf personnes concernées par l'enquête, dont André Benedetti, Alexandre Chevrière, Thierry Bringuier et les frères Joël et Jacques Patacchini, aucune ne sera condamnée.
L'enquête montrera qu'ils ont disposé de complicités à l'intérieur de la banque.

### Prise de contrôle d'établissements de nuit en Corse
Plusieurs assassinats sont en rapport direct avec la prise de contrôle d'établissement de nuit par la bande de la Brise de mer. Notamment au détriment des frères Ziglioli, Paul Quatana, Joseph Silvagnoli, Dominique Cortopassi…
Le joyau de la bande est « Le Challenger », ouvert à l'Île Rousse en 1984, considéré à l'époque comme la plus belle boîte d'Europe. Il y a aussi le « Biblos » à Calvi (incendié en 1986), « Le Palladium » à Saint-Florent, le « Starlight » à Calvi, le « Midnight » à Cervione, le « New-Club » devenu « L'Aventure » à Corte et « L'Apocalypse » à Bastia qui est inaugurée par Alain Delon.
Plusieurs attentats favorisent bien sûr plusieurs cessions. Par exemple, Joêl Martin, victime d'un attentat à Algajola, cède pour une somme modique son commerce qui devient la SARL CORSICA gérée par Benoît Grisoni.
Le 17 octobre 1986, en vertu d'une commission rogatoire délivrée par Michel Huber, juge d'instruction au TGI de Bastia, les policiers de l'OCRB et du SRPJ d'Ajaccio, assistés d'enquêteurs de la Brigade Nationale des Enquêtes Économiques, procédaient à plusieurs interpellations et perquisitions visant les propriétaires, dirigeants et gérants de quatre établissements : le café "Palais des Glaces", la discothèque "Le Saint-Nicolas", le bar "Le Continental" à Bastia et la discothèque "L'Apocalypse" à Biguglia. Treize personnes, dont Robert Moracchini, porteur de parts majoritaires du débit de boissons "Le Continental" et Gilbert Voillemier gérant de la discothèque "L'Apocalypse", étaient placés en garde à vue[réf. à confirmer].
Aucun élément à charge ne permettait leur mise en cause dans l'association de malfaiteurs poursuivie. En revanche, des procédures économiques et financières étaient établies. Des faits d'abus de biens sociaux étaient retenus à l'encontre de Robert Morrachini et des infractions formelles à la législation sur les sociétés commerciales étaient reprochées à Gilbert Voillemier.
Le 14 décembre 1986, il était procédé à d'autres interpellations parmi les associés, gérants et fournisseurs de la société à responsabilité limitée "Forum" exploitant la discothèque "Le Challenger" à l'Île rousse (Haute-Corse). Au cours des perquisitions, de nombreux documents comptables et commerciaux étaient saisis.
Au domicile de Francis Navarro, constructeur de la discothèque "Le Challenger", une double facturation établie au profit de la société à responsabilité limitée "Forum" concernant des travaux de maçonnerie était découverte. Francis Navarro expliquait qu'il avait commis cette infraction à la demande d'Alexandre Rutily, gérant de la discothèque, lequel désirait "blanchir" 600 000 francs en espèces. De plus, des abus de biens sociaux à hauteur de 1 400 000 francs étaient mis en évidence par le truchement des retraits d'espèces opérés par Alexandre Rutily.
Outre ces procédures judiciaires, la Direction Nationale de Vérification des Situations Fiscales diligentait au mois de février 1987 des procédures visant certains membres de l'équipe de "la Brise-de-Mer" et des notifications de redressement correspondant notamment aux dissimulations de recettes étaient adressées aux responsables des sociétés concernées.
Le résultat de ces procédures, tant en ce qui concerne les personnes physiques que les personnes morales, ne s'est concrétisé que par des peines légères et des condamnations pécuniaires s'élevant à 13 millions de francs, dont on ignore si elles ont été recouvrées.

### Machines à sous
Le 13 mars 2000, une information a été ouverte par le juge d'instruction à Bastia, du chef de blanchiment à la suite de la transmission faite par TRACFIN et au vu de l'enquête préliminaire effectuée par l'antenne de Bastia du SRPJ d'Ajaccio avec le soutien des assistants spécialisés du Pôle Économique et Financier sur les activités de M. Vittini. Le juge d'instruction saisi a délivré commission rogatoire aux autorités judiciaires monégasques et s'est transporté dans la Principauté au cours de la dernière semaine du mois de juin 2000.
- Le 14 avril 2000, la section recherche de la gendarmerie d'Ajaccio a été chargée de vérifier le fonctionnement et le financement du club de remise en forme et de musculation, installé boulevard du Fango à Bastia.
- Le même jour, le même service a été requis de procéder à une enquête complète sur le financement de la construction de l'ensemble immobilier "Le Cézanne" rue de l'usine à Gaz à Bastia.
- Le 17 mai 2000, une enquête a été confiée au SRPJ d'Ajaccio avec une mission d'analyser les mouvements très importants constatés en 1995 sur les comptes de Madame Filippi et signalés le 24 avril 1996 par TRACFIN au parquet de Bastia. Il existe des présomptions d'abus de biens sociaux susceptibles d'avoir été commis à l'occasion du transfert de la concession HERTZ de Haute-Corse[10].
- Le 14 juin 2000, une information a été ouverte au cabinet de M. Duchaine pour association de malfaiteurs, à la suite des investigations menées sur un trafic de machines à sous constaté dans la plaine orientale.
- Le même jour, une information a été ouverte au cabinet de M. Duchaine à la suite d'une transmission de TRACFIN et d'une enquête diligentée par la section des recherches de gendarmerie sur la fabrication de cartes informatiques destinées à des machines à sous et l'exploitation d'un casino virtuel par la société Eurogames Diffusion à Prunelli-di-Fiumorbo. L'information concerne des faits de fabrication, mise à disposition, exploitation de jeu de hasard, de blanchiment aggravé et de recel. Toutes les enquêtes ainsi ordonnées sont activement suivies par le Pôle Économique et Financier[10].

## Fonctionnement du gang
Une dizaine de « familles » concouraient aux activités délictueuses de la Brise de mer.
La Brise de mer disposerait d'un patrimoine évalué entre 120 et 150 millions d'euros selon Bernard Legras procureur de la république de Bastia. Cet argent provenant de braquages est blanchi sur l'île par l'acquisition d'établissements de nuit, de bars, d'hôtels, de complexes touristiques et de machines à sous. Leurs activités s'étendent aussi sur les cercles de jeux et casinos jusqu'en Afrique et en Italie.

L'intérêt porté par les Corses à l'exploitation d'établissements de jeux tant en France qu'à l'étranger rend crédibles les rumeurs fondées sur l'importance des mouvements de fonds engendrés par la gestion des salles de jeux et supposés donner lieu à des opérations de blanchiment. Ces soupçons ne peuvent pas toujours être vérifiés, soit parce que la police française ne dispose pas d'informations sûres émanant de ses homologues étrangers, soit parce que les autorités étrangères limitent leur collaboration à des échanges ponctuels, ou encore que les dessous du montage juridique des opérations de blanchiment sont difficilement décelables. Seuls les échanges avec les pays disposant d'une véritable législation contre le blanchiment d'argent permettent d'initier des procédures judiciaires. Cependant en 2012 l'affaire du cercle Wagram (Paris 17e) a apporté aux policiers des éléments sérieux leur permettant de mettre au jour et des opérations de blanchiment et l'existence d'une fracture entre 2 groupes de l'Ex Brise de Mer : selon le JDD du 17 juin 2012 « Jean-Angelo Guazzelli qui aurait repris les rênes du cercle en 2009 (après l'assassinat de Richard Casanova), jusqu’au coup de force de janvier 2011 mené par les héritiers de Richard Casanova, dont son beau-frère Jean-Luc Germani… »
Quelques exemples traduisent ces difficultés.

### Relation avec les paradis fiscaux
Au mois de mai 1998, des informations selon lesquelles "Un groupe de Corses" serait arrivé en République dominicaine en novembre 1997 pour acheter un hôtel-casino, "le Dominican fiesta", pour une valeur de 12 millions $. Parmi les membres de ce groupe figurent MM Luciani et Rossi ainsi qu'une femme prénommée "Marie-Claire", architecte de profession. Les points de contact du groupe, implantés dans la partie hollandaise de l'île de Saint-Martin, sont deux sociétés d'acheminement de courriers et de valeurs. Ces sociétés, "Fernandez courrier service" et "Caribe United", acheminent l'argent, de Miami à l'aéroport international de Saint-Domingue où il est récupéré par le patron, d'origine corse, d'une société implantée sur l'aéroport. La somme transférée au mois de mars 1998, s'élève à 6 millions $, et est portée à la connaissance de la police française mais le manque de coopération des autorités de la République dominicaine ne permettait pas d'approfondir, ni de vérifier ces renseignements…
Pour abriter et faire fructifier le produit de ses activités illégales, le gang a mis en place un montage financier sophistiqué qui passe par la Suisse. Les sommes seraient blanchies en Asie avant de revenir en Europe.

### Les relations avec lamafia russe
Les malfaiteurs réputés appartenir à la mouvance de la "Brise de Mer" ou, d'une manière plus générale, à la "criminalité organisée corse" ont été mis en observation au fichier des personnes recherchées pour contrer leurs déplacements. C'est ainsi que la police aux frontières portait à la connaissance de la direction centrale de la Police judiciaire divers mouvements vers la Russie.
Le 16 janvier 1997 :
- Jean Angelo Guazzelli, né le 28 mai 1953 à Santa Reparata di Moriani (Haute-Corse)
- Dominique Chiappalone, né le 24 mai 1954 à Bastia (Haute-Corse)
- Jean-Jacques Voillemier né le 12 novembre 1960 à Bastia (Haute-Corse), étaient contrôlés à leur sortie de France alors qu'ils étaient en transit à Genève et s'apprêtaient à prendre un vol à destination de Kemerovo (Russie) via Moscou. Ils étaient accompagnés de deux personnes non identifiées. (L. Casanova et J. Megank (ressortissant belge domicilié à Monte-Carlo (principauté de Monaco)))[16]

Par l'intermédiaire de l'OIPC (Interpol), il était permis d'apprendre que ces cinq personnes avaient quitté l'aéroport de Moscou-Vnoukovo le 16 janvier 1997 à destination de Kemerovo (Russie) où ils étaient arrivés le lendemain et qu'en raison d'une anomalie concernant le visa de séjour en fédération de Russie des ressortissants russes nommés Bakalov, Vladimir Slabkin et Stanislav Kostin pour engager des pourparlers ayant pour but l'ouverture d'un casino. À l'occasion de ce contrôle, L. Casanova et J. Megank étaient identifiés.
Enfin une sixième personne répondant au nom de Francis Mariani né le 28 janvier 1949 à Bastia, également réputé appartenir à la mouvance de la "Brise de Mer", devait faire partie de la délégation des invités.
Leurs hôtes, dont les deux derniers avaient fait plusieurs déplacements entre Nice et Moscou en 1996, étaient identifiés comme étant :
- Guennadie Bakalov demeurant à Kemerovo
- Stanislas Kostine demeurant à Moscou et Kemerovo
- Vladimir Slabskin demeurant à Kemerovo

Ce dernier qui se présentait comme vice-président de la "banque de transport Kouzbass", avait été l'objet de poursuites judiciaires initiées par les autorités de Kemerovo soupçonnant les animateurs de cette banque "d'usage abusif de l'argent de l'état" et de malversations financières. Un second déplacement de membres de la mouvance de la "Brise de Mer", à destination de Novossibirsk (Russie) était constaté le 29 avril 1997.
En faisaient partie Michel Chiappalone, Jean-Jacques Voillemier et Jan Meganck, lesquels étaient accompagnés de Olivier Cecini, Réginald Léger, Jacques Nahmany.
Il est à noter qu'Olivier Cecini avait été contrôlé en décembre 1997 à son retour de Moscou, en possession d'une somme de 48 000 francs provenant de "gains aux jeux".
Le 13 juillet 1999, les autorités russes confirmaient que plusieurs sociétés dont le casino "Las Vegas" à Kemerovo fonctionnaient avec le soutien financier de la "Kuzbassky transporty bank" et employaient trois ressortissants français : le directeur Olivier Cecini, un dépanneur de jeux Jacques Nahnmany ainsi que le caissier, un certain Loran Martines.

## Membres supposés
- André Benedetti[14]
- Thierry Bringuier[réf. nécessaire]
- Pierre Campana assassiné à 42 ans le 11 avril 1991[20]
- Richard Casanova assassiné le 23 avril 2008[21]
- Daniel Vittini assassiné le 3 juillet 2008[22]
- Jacques Castellani, tué par la police le 21 janvier 1994 à Paris au cours d'un braquage[réf. nécessaire]
- Denis Colonna, buraliste à Toulon[réf. nécessaire]
- Marie Laetizia Colonna[réf. nécessaire]
- Alexandre Chevriere, suspecté lui aussi d'avoir fait partie du groupe qui commit le "casse du siècle"  dans une banque suisse à Genève le 25 mars 1990, jugé en 2004, acquitté. Quelques jours plus tard victime d'une tentative d'assassinat et grièvement blessé, il décédera en 2009. En juillet 2012 son fils, Gérard (34 ans lors des faits) est arrêté à la suite du cambriolage d'une bijouterie à Toulon (butin entièrement récupéré) et écroué.
- Michel Chiappalone[10]
- Claude Chossat : ancien pilote de rallye, il a fait connaissance en prison à Borgo en 2000 avec Francis Mariani. Il va devenir un de ses "chauffeurs". Lors du procès d'Aix-en-Provence en 2008 des Mariani père et fils (affaire du meurtre d'un jeune nationaliste corse, Nicolas Montigny), son véhicule sert à un trio d'hommes qui "approchent" de trop près un des jurés. Il part en cavale, précédant de peu Francis Mariani qui lui n'attend pas le verdict : 8 ans de prison. En 2009, il est arrêté, incarcéré à Ajaccio, il se met « à table » et indique aux policiers avoir assisté à l'assassinat de Richard Casanova par Francis Mariani en avril 2008, et ce parce que Mariani, ayant échappé à une attaque en 2007, il était persuadé qu'elle venait de l'entourage de Casanova. C'est en surveillant un garage d'un ami de Jean-Luc Germani, le beau-frère de Richard Casanova, que Mariani voit arriver Richard Casanova et l'exécute de loin avec un fusil de précision. Leur différend serait lié à une tentative des deux hommes d'avancer des pions vers le sud de la Corse, à la suite de la disparition accidentelle du « parrain » de ce secteur : Jean-Baptiste Jérôme Colonna, dit Jean-Jé. Claude Chossat a été remis en liberté provisoire en février 2012 avant d'être condamné à 8 ans de prison ferme, pour complicité de meurtre, en novembre 2019[23],[24].
- Jean-Luc Codaccioni, assassiné le 5 décembre 2017 sur le parking de l'aéroport de Bastia[25]
- Dominique Costa[26], mis en examen en mai 2010 pour des infractions financières par la Juridiction interrégionale spécialisée (JIRS) de Marseille et écroué. Il est le frère de Maurice Costa, abattu à Ponte-Leccia, le 7 août 2012, et l'oncle de Florian Costa, assassiné le 5 décembre 2010 à Biguglia[27].
- Maurice Costa, mis en examen dans la même affaire. Evadé en 2001 de la prison de Borgo grâce à un faux ordre de remise en liberté envoyé par fax, Maurice Costa a pris la fuite avec Francis Mariani et Pierre-Marie Santucci, ce dernier assassiné en 2009, Francis Mariani étant victime d'une explosion en janvier 2009 dans un garage où il semblait préparer une voiture piégée. Maurice Costa est tué par balles en Haute-Corse, à Ponte-Leccia, le 7 août 2012[28].
- Robert Costa dit "Jacky" frère cadet de Georges Costa (un des lieutenants du "milieu Toulonnais") originaire de Piedigriggio et résidant à Toulon qui aurait été un personnage discret, pourtant en lien avec certains membres, il aurait fait office d'intermédiaire entre l'organisation et des hauts fonctionnaires de la région Toulonnaise. Il est décédé à l'âge de 51ans le 7 mai 1997  à Toulon
- Donsimoni[29].
- Joseph Galtiéri assassiné dans un règlement de comptes le 1er septembre 1991[réf. nécessaire]
- Ange Guazzelli : incarcéré début mars 2012 à la suite de l'« affaire du cercle de jeu Wagram » dans laquelle deux équipes de truands corses se disputaient la gestion dudit cercle.[réf. nécessaire]
- Francis Guazzelli assassiné le 15 novembre 2009[30]
- Benoît Grisoni, assassiné le 25 février 2010 à Monticello[31]
- Paul Innocenzi[réf. nécessaire]
- Francis Leavelli[29] assassiné le 24 août 1998[32]
- Christian Leoni, tué par balles a Moriani-Plage, le 28 octobre 2011[33]
- Daniel Léoni, décédé d'un cancer[réf. nécessaire]
- Jacques-André Luciani[20]
- André Mancini, assassiné à Marseille dans un règlement de comptes à 34 ans[réf. nécessaire]
- Francis Mariani découvert mort le 15 janvier 2009[34]
- Alain Torresy Berger, mort le 21 mai 2012[réf. nécessaire]
- Jacques Mariani, fils de Francis Mariani, condamné en 2008 à 15 ans de prison pour l'assassinat d'un jeune nationaliste corse [35], (voir ci-dessus Claude Chossat), condamné en première instance en février 2012 à 8 ans de détention pour des extorsions de fonds dans la région Marseille-Aix en Provence[36].
- Joseph Mattei[20]
- Joseph Menconi
- Robert Morracchini, tué par balles à Bastia le 29 mars 2025[37]
- Antoine Orsini
- Jean Orsini
- Joël Patacchini[16]
- Jacques Patacchini[16]
- Jean-Louis Pattacchini[16]
- Dominique Muselli[réf. nécessaire]
- Ange Pietrucci, assassiné le 8 novembre 2011 à Casalta[38] Considéré comme proche du gang.
- Antoine Quilchini, surnommé « Tony le boucher », assassiné le 5 décembre 2017 sur le parking de l'aéroport de Bastia[39]
- Dominique Rutily assassiné le 29 mars 1996 à Hyères alors qu'il était accompagné de Rolland Courbis qui fut blessé[réf. à confirmer][40],[41]
- Antoine Casanova[réf. nécessaire]
- Alexandre Rutily[réf. à confirmer][40]
- François Santucci décédé d'un cancer à 42 ans le 12 juillet 1992[réf. nécessaire]
- Pierre-Marie Santucci, assassiné le 10 février 2009 à Vescovato)[42]
- Guy Voillemier[réf. nécessaire]
- Mourad.B surnommé « Pagnol » un franco algérien incarcéré à la prison des Baumettes à Marseille et condamner à 3 ans de prison ferme de 2005 a 2008 présumé membre et accusé de vol en bande organisée, extorsion de fond, braquages de fourgon blindés, connu comme étant très dangereux et imprévisible plutôt discret et très intelligent.[réf. nécessaire]
- Dominique Battini[43]

## Les liens avec le nationalisme corse
Des liens avec les nationalistes corses seraient aussi une caractéristique du gang de la Brise de Mer. En effet, Richard Casanova a fait partie du FLNC à la fin des années 1970 avant sa première incarcération. Il a commis de nombreux attentats à la bombe contre des banques. Mais, alors qu'il est en prison en attente de son procès pour braquage en 1981 lorsque Mitterand va procéder à l'amnistie des détenus politiques, le FLNC refuse de reconnaître le statut politique de Casanova, ne voulant pas que l'organisation soit associée à des braquages de banque bien que le FLNC ait touché sa part sur le braquage de Casanova. Casanova est ensuite libéré suite à un non-lieu, il quitte alors le FLNC mais conserve des liens d'amitié personnelle avec certains membres notamment François Santoni.
Francis Mariani n'a jamais fait partie du mouvement nationaliste mais il s'évade de prison avec Charles Pieri en 1984. Charles Pieri est aussi un ami d'enfance de Paul Grimaldi, un voyou corse basé à Toulon, associé à la fois à la Brise de Mer au milieu toulonnais dirigé par Jean-Louis Fargette assassiné en 1993 puis son frère Robert Fargette assassiné en 2000. Dans son livre Pour solde de tout compte, François Santoni affirme que Charles Pieri voulait, lors de la guerre entre mouvements nationalistes rivaux, installer le QG du FLNC-Canal Historique à Toulon en s'appuyant sur le milieu local. Cette option aurait été refusée par Santoni qui craignait que les nationalistes deviennent les hommes de main des truands toulonnais dans le cadre de leurs propres affrontements alors en cours avec des bandes criminelles rivales.
En 1990, Pieri et Santoni font alliance contre la direction du FLNC alors assurée par Alain Orsoni, lui même actif dans le banditisme, et tentent un putsch en s'appuyant sur la base militante du mouvement nationaliste (jeunes et femmes notamment). Orsoni exclut les deux hommes et plus d'une centaine de leurs partisans. Pieri et Santoni fondent alors le FLNC-Canal Historique et s'emparent du parti politique légal A Cuncolta Naziunalista. Alain Orsoni fonde le MPA comme vitrine légale du FLNC-Canal Habituel. De 1993 à 1996, plusieurs dizaines de nationalistes corses d'a Cuncolta et du MPA sont assassinés. 
La Brise de Mer joue un rôle certain dans ces affrontements entre mouvements nationalistes rivaux (ne serait-ce qu'en vendant des armes mais aussi en répandant des rumeurs, en jouant un rôle de « juge de paix » ou plutôt « juge de guerre », conseillant les nationalistes dans la poursuite des hostilités). Certains voient aussi dans ses affrontements l'intervention de l'Etat français à travers les réseaux de Charles Pasqua, alors ministre de l'intérieur, et lié au banditisme corse. La guerre entre nationalistes culmine et s'arrête en 1996 avec l'attentat à la voiture piégée en pleine journée contre le local de la société Bastia Securita, liée au FLNC-Canal Historique, sur le Vieux Port de Bastia, qui tue le militant nationaliste et musicien dans le groupe l'Arcusgi, Pierre Lorenzi, blesse grièvement Charles Pieri (qui y perd un oeil) et fait de nombreux blessés. La police a arrêté peu de temps après des membres du MPA ou liés à des structures associées au MPA mais les a relâché sans suite. Cet attentat meurtrier pose question sur la nature des complicités en terme de logistique et d'expertise technique nécessaires à réaliser un tel attentat. Pour le documentaire La Mafia et la République, les voyous vendaient des armes aux côtés Canal Habituel et Canal Historique, y compris la Brise de Mer (même si elle avait plus d'affinités avec le Canal Historique).
En septembre 1998, Santoni quitte le FLNC-Canal Historique et fonde Armata Corsa, dénonçant la « dérive mafieuse » du FLNC. En 1999, Charles Pieri se rapproche d'anciens membres du FLNC-Canal Habituel pour fonder le FLNC-Union des Combattants.
Jean-Michel Rossi, proche ami de Santoni et dirigeant d'Armata Corsa en Balagne, s'oppose aux projets de la Brise de Mer dans la région (boites de nuit et machines à sous autour de Calvi et de l'Île Rousse). Pour Rossi, il s'agit officiellement d'intégrité morale nationaliste contre la « dérive mafieuse ». Selon d'autres analystes, Rossi et Santoni seraient simplement des concurrents à la Brise de Mer voulant contrôler pour leur propre compte les boites de nuit et les machines à sous. 
Armata Corsa exécute alors Dominique Savelli, officiellement garçon boucher de Belgodère et en pratique un homme de main de la Brise, et Paul Grimaldi. La vengeance de la Brise de Mer sera alors terrible. Le nombre d'individus membres ou associés à la nébuleuse Armata Corse / Presenza Naziunale est très élevé : le journal Le Monde en compte 19 en 2007 mais d'autres assassinats ont eu lieu depuis, certains reliés à cette vendetta,. Le message envoyé par la Brise à travers cette hécatombe et les méthodes (actes de torture, corps brulés dans la voiture..) est le suivant : on ne touche pas impunément à un membre ou associé de la Brise de Mer comme Savelli ou Grimaldi.
Dans cette affaire, Jacques Mariani, fils de Francis Mariani, et Joseph Menconi ont été jugés en juin 2006 au tribunal de Créteil (Val-de-Marne).
En 2011, le FLNC-Union des Combattants de Charles Pieri revendique l'assassinat de Christian Leoni, membre de la Brise de Mer et accusé d'avoir fait assassiné Charles-Philippe Paoli, membre du FLNC-UC.

## Une vague d'assassinats en 2008-2012 et le déclin
Depuis 2008, plusieurs membres supposés du gang de la Brise de mer ont fait l'objet d'un assassinat : Richard Casanova (23 avril 2008, Porto-Vecchio), Daniel Vittini (6 juillet 2008, Poggio-di-Venaco), Francis Mariani qui est découvert mort (15 janvier 2009, Haute-Corse), Pierre-Marie Santucci (10 février 2009, Vescovato), Francis Guazzelli (15 novembre 2009), Benoît Grisoni (25 février 2010, Monticello), François-Antoine Mattei (Corscia, Haute-Corse, région du Niolu, le 22 février 2011), Christian Leoni (Moriani-Plage, le 28 octobre 2011), Ange Pietrucci (Casalta en Haute-Corse, le 8 novembre 2011) et Maurice Costa (Ponte-Leccia en Haute-Corse, le 7 août 2012).
Pour la police, la plupart de ces règlements de comptes seraient le fait de membres de la Brise de Mer qui s'entretuent ; depuis 2008, une guerre de clans opposerait deux groupes issus du gang. Il y a aussi de forts soupçons qui pèsent sur des règlements de comptes entre une partie de la Brise de mer et un autre gang corse : la Bande des bergers de Venzolasca. Cette bande a longtemps été dirigée par Ange-Toussaint Federici, dit « ATF ». Selon les spécialistes, cette « guerre des gangs » qui touche la Haute-Corse serait accentuée par les enjeux autour de la spéculation immobilière et du tourisme (tant les revenus générés par ces secteurs peuvent être énormes).
L'assassinat de Christian Leoni en octobre 2011, a quant à lui été revendiqué par le FLNC (par cette action, l'organisation clandestine entendait venger l'assassinat d'un de ses chefs, quelques mois plus tôt, Charles-Philippe Paoli, victime, selon eux, d'un « groupe mafieux »).
En 2025, Robert Morrachini est tué par balles à Bastia.

## Filmographie
- Le Dernier Clan[47] de Magà Ettori sorti en 2012 raconte l'histoire de la mafia corse contemporaine. Cinéaste mais également élu du Conseil Économique  Social et Culturel de Corse, Magà Ettori utilise sa connaissance des réseaux d'influences liés aux arcanes du pouvoir en Corse. Dans Le Dernier Clan, il révèle l'histoire vraie de la journaliste Hiram Orsoni qui enquête sur la mafia corse.

- Omerta[48], série documentaire en 4 épisodes de Franck Guérin diffusée sur Canal+ en 2023 et qui raconte l'histoire de La Brise, de sa formation à son déclin, et la vie de ses principaux membres.

- Vendetta[49], série documentaire en 3 épisodes diffusée sur France 3 en 2025. Adaptation par Philippe Lagnier et Violette Lazard du livre Vendetta - Les héritiers de la Brise de Mer publié en 2020 par cette dernière.

### Émission de radio
- Fabrice Drouelle, « La Brise de Mer, les trente glorieuses du crime organisé corse », émission de 55 min [], sur France Inter, Affaires sensibles, 26 février 2021 (consulté le 26 février 2021)